# Habitatge a la carretera d'Agramunt, 27 (Cervera)
Habitatge a la carretera d'Agramunt, 27 és una obra de Cervera (Segarra) protegida com a Bé Cultural d'Interès Local.

## Descripció
Situat a la carretera L-303, dominada per la presència de magatzems de diferents especialitats. Edifici entre mitgeres, amb dos nivells horitzontals i una composició de tres eixos vertical. A la planta baixa hi ha la porta d'accés a l'habitatge, la porta del garatge o magatzem i una finestra. Al primer i únic pis hi ha tres balcons independents, els laterals són amb balustrada de ferro i el central és de pedra. En el projecte original de l'arquitecte Ramon Argilés, el balcó central havia de ser de forja treballada i l'obertura d'arc rebaixat. En conjunt, el parament es presenta arrebossat tot i que, a la zona del remat, les filades de maó són a la vista. Corona l'edifici una cornisa motllurada rematada en forma de terrat amb un tester semicircular a la part central. Al centre d'aquest, hi destaca un medalló on s'hi inscriu la data "1935", no obstant això, el projecte original projectava decorar-lo amb els relleus i gerros.